# Бавеански елен
Бавеанският елен (Axis kuhlii) е вид бозайник от семейство Еленови (Cervidae). Видът е критично застрашен от изчезване.

## Разпространение и местообитание
Разпространен е в Индонезия (Ява).
Обитава гористи местности, планини, хълмове, склонове, градини, ливади, крайбрежия, плажове и блата, мочурища и тресавища.

## Описание
На дължина достигат до 1,4 m, а теглото им е около 55 kg.
Продължителността им на живот е не повече от 17,8 години. Популацията на вида е стабилна.